# Borolong
Borolong is een dorp in het district Central in Botswana. De plaats telt 5184 inwoners (2011).